# Uncharted (film)
Uncharted è un film, del 2022, diretto da Ruben Fleischer.
La pellicola è l'adattamento cinematografico dell'omonima serie di videogiochi, a cui fa da prequel.

## Trama
I fratelli Nathan e Sam Drake vengono catturati dalla sicurezza per aver cercato di rubare la prima mappa realizzata dopo la spedizione di Magellano. Poiché questo è il terzo reato di Sam, l'orfanotrofio che ospita entrambi i ragazzi lo butta fuori e lo costringe a stare altrove, lontano da Nate. Prima di andarsene, Sam promette al fratellino che tornerà a prenderlo, lasciandogli un anello appartenente al loro antenato sir Francis Drake, con la scritta "Sic Parvis Magna" ("Da umili origini a grandi imprese").
Quindici anni dopo, Nathan lavora come barista e borseggia i ricchi clienti. Victor "Sully" Sullivan, un cacciatore di tesori che ha lavorato con Sam alla ricerca del tesoro nascosto dall'equipaggio di Magellano, spiega a Nathan che Sam è scomparso dopo averlo aiutato a rubare il diario di Juan Sebastian Elcano. Nathan, che ha diverse cartoline che Sam gli ha mandato nel corso degli anni, accetta di aiutare Sully a trovare suo fratello. Sully e Nathan vanno ad un'asta per rubare una croce d'oro legata all'equipaggio di Magellano. Lì i due incontrano Santiago Moncada, l'ultimo discendente della famiglia Moncada (che ha finanziato la spedizione originale) e Jo Braddock, capo dei mercenari assoldati da Moncada. Nathan subisce un'imboscata da parte degli uomini di Braddock e la lotta che ne segue crea una distrazione per Sully (travestito da addetto all'asta) per rubare la croce.
Il duo si reca a Barcellona, dove il tesoro è presumibilmente nascosto e si incontra con il contatto di Sully Chloe Frazer, che ha un'altra croce. Chloe ruba la prima croce a Nathan, ma Nathan e Sully la convincono a lavorare con loro. Nel frattempo Moncada affronta suo padre, Armando, dopo aver appreso che la fortuna di famiglia è stata donata; dopo che Armando afferma che suo figlio non è degno di ereditarla, Moncada ordina a Braddock di ucciderlo. Nathan, Chloe e Sully seguono gli indizi nel diario di Elcano fino alla chiesa di Santa Maria del Pi, trovando una cripta segreta dietro l'altare. Nathan e Chloe entrano e trovano una botola, ma quando la aprono, la cripta si allaga. Sully riesce a malapena ad aiutarli a fuggire, dopo aver subito un'imboscata da Braddock. Usando le due croci per sbloccare un passaggio segreto, Nathan e Chloe trovano all'interno di un vaso di sale una mappa che indica che il tesoro è nelle Filippine. Chloe tradisce Nathan (essendo stata originariamente assunta da Moncada) e prende la mappa.
Sully si riunisce con Nathan e dice che dopo che lui e Sam hanno recuperato il diario di Elcano, sono caduti in un'imboscata di Braddock; Sam è stato colpito e Sully è scampato per un pelo. Su un aereo da carico preso per raggiungere la destinazione in cui recuperare il tesoro, Moncada viene tradito e ucciso da Braddock; Nathan e Sully si nascondono sull'aereo. Nathan affronta Braddock mentre Sully si lancia con il paracadute. Nathan viene buttato fuori dall'aereo con Chloe (che tenta di fuggire con la mappa dopo la morte di Moncada) e la coppia atterra nelle Filippine, dove si rendono conto che la mappa non indica il tesoro. Dopo aver ipotizzato che Sam possa aver lasciato un indizio nelle sue cartoline, Nathan giunge alla posizione del tesoro. Incerto sulla lealtà di Chloe, Nathan le lascia false coordinate e si riunisce con Sully, trovando due delle navi di Magellano. Braddock li segue, costringendo Nathan e Sully a nascondersi, convinta che siano semplicemente scappati col poco che hanno rubato, mentre il suo equipaggio trasporta le navi agganciate a due elicotteri.
Nella loro fuga Sully ruba uno degli elicotteri, inducendo Braddock a ordinare all'altro elicottero di avvicinarsi per un'azione di abbordaggio. Nathan si difende dai suoi mercenari e abbatte l'altro elicottero con uno dei cannoni della nave. Braddock getta l'ancora della nave mentre Nathan sale sull'elicottero. Sully lancia una borsa con il tesoro raccolto a Braddock, che viene schiacciata a morte quando la nave si rompe e cade. All'arrivo delle unità navali filippine, Nathan e Sully scappano con alcuni pezzi del tesoro raccolto, mentre Chloe (in barca diretta verso delle coordinate sbagliate) rimane a mani vuote.
Nella scena a metà dei titoli di coda, scopriamo che Sam è ancora vivo ed è incarcerato, mentre è intento a finire una lettera per Nathan.
Nella scena dopo i titoli di coda, vediamo Nathan che tenta di scambiare l'anello di sir Francis Drake per una mappa indicante un tesoro nazista. La mappa appartiene ad un criminale di nome Gage che lavora per un certo Roman. Nathan viene tradito da Gage, ma Sully (con il suo tradizionale paio di baffi) arriva in soccorso di Drake. I due scappano con l'anello e la mappa, ma improvvisamente vengono bloccati da qualcosa che non avevano previsto.

## Produzione
Il budget del film è stato di 120 milioni di dollari.

## Promozione
Il primo trailer del film è stato diffuso il 21 ottobre 2021.

## Distribuzione
La pellicola è stata distribuita nelle sale cinematografiche statunitensi a partire dal 18 febbraio 2022 ed in quelle italiane dal 17 febbraio dello stesso anno.

### Divieti
Negli Stati Uniti il film è stato vietato ai minori di 13 anni non accompagnati da adulti per la presenza di "violenza e linguaggio non adatto".
Il film è stato vietato in Vietnam a causa della presenza di una mappa che raffigura il territorio della nazione come rivendicato della Cina.

## Accoglienza

### Incassi
Il film ha incassato 148,5 milioni di dollari nel Nord America e 253,2 milioni nel resto del mondo, per un totale di 401,7 milioni di dollari.

### Critica
Sull'aggregatore Rotten Tomatoes ha una percentuale di gradimento del 41% basato su 265 recensioni, con un voto medio di 5,3 su 10. Su Metacritic ottiene un punteggio di 45 su 100 basato su 44 recensioni. Il pubblico intervistato da CinemaScore ha assegnato al film un voto medio di "B+" su una scala da A+ a F, mentre quelli di PostTrak gli hanno assegnato un punteggio positivo del 79%, con il 61% che lo consiglierebbe sicuramente.